# Рассветовское сельское поселение (Тюменская область)
Рассветовское се́льское поселе́ние — муниципальное образование в Исетском районе Тюменской области Российской Федерации.
Административный центр — село Рассвет.

## История
Статус и границы сельского поселения установлены Законом Тюменской области от 5 ноября 2004 года № 263 «Об установлении границ муниципальных образований Тюменской области и наделении их статусом муниципального района, городского округа и сельского поселения».

## Население
| 2010  | 2011  | 2012  | 2013  | 2014  | 2015  | 2016  |
| ----- | ----- | ----- | ----- | ----- | ----- | ----- |
| 1068  | →1068 | ↘1033 | ↘1011 | ↗1050 | ↗1052 | ↗1063 |
| 2017  | 2018  | 2019  | 2020  | 2021  |       |       |
| ↘1055 | ↗1064 | ↘1057 | ↘1037 | ↘959  |       |       |

## Состав сельского поселения
| № | Населённый пункт | Тип населённого пункта       | Население |
| - | ---------------- | ---------------------------- | --------- |
| 1 | Рассвет          | село, административный центр | ↘959      |